# 偉聯科技
偉聯科技股份有限公司 (Associated Industries China, Inc. 臺證所:9912 （页面存档备份，存于）, 簡稱: AG Neovo或偉聯科技)是一家總部設於台灣臺北市南港區的跨國顯示科技公司，AG Neovo為自有品牌，主要產品包括液晶顯示器、觸控式螢幕、數位電子看板、商用顯示器、安全監控顯示器、醫療等顯示產品。公司前身為偉聯工業股份有限公司，成立於1978年5月18日，原從事鋼質貨櫃。 在1999年轉型朝電子科技產業發展，於同年10月創辦自有品牌 AG Neovo，並於歐洲、亞洲及北美地區設置辦事處。其數位相框顯示器、桌上型顯示器產品曾獲iF 產品設計獎、台灣精品獎等。

## 品牌命名
「AG Neovo」，AG在德語是股份有限公司，Neovo是由希臘文Neo與Vo所衍伸組成，意涵為具有新視野、提供新的視訊顯示產品的新公司。

## 沿革
- 1978年，前身為偉聯工業股份有限公司，以製造鋼質貨櫃為主業。[5]
- 1992年，於台灣證交所正式掛牌上市，股票代號9912 （页面存档备份，存于）。
- 1999年，10月創立自有品牌 AG Neovo。
- 2000年，更名為偉聯科技股份有限公司，轉向高科技產業發展[6]。將原本以造櫃為主的中壢廠房改為LCD顯示器生產線[7]，初期以顯示器代工與銷售自有品牌並存。
- 2003年，放棄代工事業，以品牌經營為主[8]，銷售液晶顯示器、數位相框、大尺寸顯示器、監控顯示器、數位看板等顯示相關產品。
- 2014年，成立生醫事業部，產品包括牙醫手機、可攜帶式多功能牙科設備儀器 (Portable Dental Equipment)。主要以行動醫療[9]及醫療物聯網[10] 為營運核心。
- 2017年，成立商用解決方案事業部，以雲端數位看板、互動型會議顯示器、顯示器控制管理軟體為營運核心，經營智慧零售市場。[11]

## 產品與解決方案
- 顯示器: 桌上型顯示器、安全監控顯示器、醫療診所顯示器、交通運輸顯示器
- 數位看板顯示器: 大尺寸商用顯示器、數位電視牆顯示器
- 互動觸控顯示器: 工業工程觸控顯示器、會議室互動顯示器
- 軟硬體解決方案: 數位看板顯示器與雲端內容管理、商用顯示器與遠端管理與控制軟體、會議互動顯示器與軟體
- 周邊設備: 顯示器壁掛式、落地式、懸掛式、站立式、桌上固定式支架與數位電視牆支架、顯示器鐵製外殼、視訊延伸控制器
- 牙科設備: 高速與低速牙科手機、行動牙科診療設備

## 外部連結
- AG Neovo 官方網站 （页面存档备份，存于）
- AG Neovo 商用解決方案網站 （页面存档备份，存于）
- AG Neovo 生醫事業網站 （页面存档备份，存于）